# Посёлок участка горместпрома
Посёлок участка горместпрома (официальное именование п. участка горместпрома) — упразднённый в 1984 году посёлок Ермолкинского сельсовета Белебеевского района БАССР.

## География

### Географическое положение
Расстояние до:
- районного центра (Белебей): 27 км,
- центра сельсовета (Малоалександровка): 2 км,
- ближайшей ж/д станции (Белебей): 27 км.

## История
В 1969 году входил в  Малоалександровский сельсовет.
Указ Президиума ВС Башкирской АССР от 31.08.1984 N 6-2/236 «Об исключении некоторых населенных пунктов Белебеевского района из учетных данных административно-территориального устройства Башкирской АССР» гласил:

Президиум Верховного Совета Башкирской АССР постановляет: 

В связи с переселением жителей в другие населенные пункты исключить из учетных данных административно-территориального устройства Башкирской АССР:
д. Вознесенка Ермолкинского сельсовета;
п. участка горместпрома Ермолкинского сельсовета;
д. Крыкнарат Рассветовского сельсовета. 

Председатель 

Президиума Верховного Совета 

Башкирской АССР 

Ф.СУЛТАНОВ

Уфа, 31 августа 1984 года 

N 6-2/236— УКАЗ Президиума ВС Башкирской АССР от 31.08.1984 N 6-2/236 «ОБ ИСКЛЮЧЕНИИ НЕКОТОРЫХ НАСЕЛЕННЫХ ПУНКТОВ БЕЛЕБЕЕВСКОГО РАЙОНА ИЗ УЧЕТНЫХ ДАННЫХ АДМИНИСТРАТИВНО-ТЕРРИТОРИАЛЬНОГО УСТРОЙСТВА БАШКИРСКОЙ АССР»

### Происхождения названия
Горместпром — аббревиатура выражения «городской отдел местной промышленности».

## Население
На 1 января 1969 года проживали 34 человека; преимущественно русские .